# Костюк Марта Олегівна
Костюк Марта Олегівна (нар. 28 червня 2002) — українська тенісистка, переможниця Відкритого чемпіонату Австралії 2017 року в одиночному розряді серед юніорок і Відкритого чемпіонату США 2017 року в парному розряді серед юніорок.

## Особисте життя
Народилася 28 червня 2002 року в Києві в родині Олега Костюка та його дружини Талини Іванівни Бейко. Батько Марти обіймав посаду технічного директора юніорського тенісного турніру «Кубок Антея», мати —  у минулому професіональна гравчиня в теніс. Займалася тенісом із дитинства. Першими тренерами Марти були мати, рідний дядько Тарас Іванович Бейко, материн молодший брат, і старша сестра Марія. Проте Марта й родина загалом не підтримують професійну кар'єру Марії. Дід Марти по материній лінії — український учений у галузі інформатики, академік АН ВШ Іван Васильович Бейко.  Двоюрідні брати — українські футболісти Вадим Дмитрович та Мирослав Дмитрович Славови, двоюрідна сестра — австрійська художня гімнастка Оксана Дмитрівна Славова.
У 2018 році Марта зазначала, що у 2016 році вона отримала пропозицію грати за іншу країну, але відмовилась, пояснивши також, що вважає недоречним брати участь у змаганнях у Росії, поки на сході України триває війна.

## Кар'єра

### 2016: перемога на Petits As, перша участь у турнірах ITF
На початку року виграла турнір Petits As, неофіційний чемпіонат світу серед тенісистів 12-14 років, який вигравали в свій час і майбутні зірки світового масштабу — Мартіна Хінгіс (1991, 1992), Кім Клейстерс (1997) і Дінара Сафіна (2000).
У серпні дебютувала на дорослому рівні в Харкові, але в першому раунді поступилася своїй співвітчизниці Олені Плоскіній (6:0, 6:1).
У жовтні Костюк вирушила на турнір категорії ITF в єгипетський Шарм-ель-Шейх. Тут Марта змогла дійти до 1/8 фіналу.

### 2017: два юніорських титули на турнірах Великого шолома, перший титул ITF
У січні Марта Костюк, посіяна під 11-тим номером, виграла свій дебютний турнір Великого шолома — юніорський Australian Open, здолавши перший номер світового юніорського рейтингу швейцарку Ребекку Масарову (7:5, 1:6, 6:4).
У травні перемогла на турнірі ITF в Дунакесі (Угорщина), ставши наймолодшою українкою, яка вигравала професіональний титул в одиночному розряді. У півфіналі турніру Костюк здолала Александру Каданцу, а в фіналі — американку Бернарду Пера (6:4, 6:3). Примітно, що за весь турнір Марта не програла жодного сету.
У липні Марта здобула золоту медаль на юніорському чемпіонаті Європи в парному розряді і срібну в одиночному.
У вересні Костюк здобула свій другий юніорський титул Великого шолома, цього разу в парній грі, де її партнеркою була сербка Ольга Данилович.
У жовтні Марта Костюк перемогла на підсумковому турнірі року у віковій категорії до 18 років, Мастерс ITF, що проходив у китайському місті Ченду. У фіналі вона переграла словенську тенісистку Кайю Юван.

### 2018
У січні Костюк у віці 15 років, пройшла кваліфікацію на дорослу частину Australian Open, ставши наймолодшою тенісисткою, що кваліфікувалася в основну сітку будь-якого турніру Великого шолома з 2005 року. Марта отримала wild card на це кваліфікаційне змагання, де обіграла Арину Родіонову (4–6, 6–3, 6–3), Даніелу Сегель (1–6, 6–4, 6–2) і Барбору Крейчикову (6–3, 5–7, 6–0). У першому раунді основної частини чемпіонату розгромила першу ракетку Китаю і 25-ту сіяну Пен Шуай (6–2, 6–2), ставши наймолодшою тенісисткою, що виграла гру в основній частині Australian Open з 1996 року, коли це зробила Мартіна Хінгіс, яка була тоді на два місяці молодшою за Марту на момент цієї гри. У другому колі перемогла місцеву спортсменку Олівію Роговську (6–3, 7–5), ставши наймолодшою тенісисткою, що пройшла до третього кола будь-якого турніру Великого шолома з 1997 року. У третьому раунді програла четвертій ракетці світу співвітчизниці Еліні Світоліній (2–6, 2–6).
На початку лютого, одразу після Australian Open, Марта Костюк здобула свій другий титул ITF, вигравши турнір Burnie International (Берні, Австралія), де у фіналі обіграла першу сіяну швейцарку Вікторію Голубич (6–4, 6–3). Після цього результату Марта вперше увійшла в топ-200 світового рейтингу і забезпечила собі участь у кваліфікації до наступних турнірів Великого шолому, причому на цей момент вона була наймолодшою тенісисткою серед перших 700 у рейтингу WTA.
Того ж місяця Костюк дебютувала у Fed Cup за Україну проти збірної Австралії в Канберрі. У своєму першому матчі Марта обіграла 26-ту ракетку світу Дарію Гаврилову у двох сетах (7–6(7–3), 6–3), однак у другому матчі поступилася 16-й у світовому рейтингу Ешлі Барті (2–6, 3–6).
У березні пройшла у фінал турніру ITF з призовим фондом 60 000 доларів США в Чжухай (Китай), але програла колишній співвітчизниці Марині Заневській (2–6, 4–6).
У квітні вперше потрапила до основної сітки будь-якого турніру категорії WTA на Stuttgart Open, здолавши у третьому раунді кваліфікації 35-ту ракетку світу Алізе Корне (4–6, 6–2, 6–3). Марта Костюк стала наймолодшою учасницею основної частини цього турніру з 1995 року, коли в турнірі брала участь 15-річна Мартіна Хінгіс. У першому раунді основної частини турніру обіграла місцеву спортсменку Антонію Лоттнер (6–4, 6–1). У другому раунді програла у напруженому матчі сьомій ракетці світу Каролін Гарсія (1–6, 6–3, 5–7). Вдруге грала проти тенісистки з топ-10 і вперше виграла сет проти суперниці такого рівня.

### 2020: дебюти на Відкритому чемпіонаті США та Франції
Відкритий чемпіонат США проходив у розпалі пандемії коронавірусу. Костюк займала 137-ий рядок у рейтингу WTA і повинна була пробиватися через кваліфікацію, однак через ту ж пандемію багато чільних тенісисток відмовилися від участі в турнірі, й Костюк потрапила до основної сітки. Вона здолала Дарію Касаткіну й Анастасію Севастову, проте в третьому колі поступилася в трьох сетах Наомі Осаці.
На Відкритий чемпіонат Франції Костюк довелося пробиватися через кваліфікацію. Успішно здійснивши це, вона, втім, поступилася в першому колі японці Хібіно Нао. Успішніше вона зіграла в парному розряді, де її партнеркою була Олександра Саснович із Білорусії. Українсько-білоруська пара виграла у двох сіяних пар, добралася до чвертьфіналу, де програла майбутнім чемпіонкам Крістіні Младенович та Тімеї Бабош. Рік Марта завершила на 99-ій позиції в рейтингу WTA.

### 2021: півфінал турніру WTA 500
Костюк розпочала рік на турнірі Abu Dhabi Women's Tennis Open в Арабських Еміратах, до основної сітки якого потрапила без кваліфікації. По черзі здолавши Луціє Градецьку, Сє Шувей, Сару Соррібес Тормо, вона дісталася півфіналу, в якому поступилася росіянці Вероніці Кудерметовій. Як наслідок Марта піднялася на рекордне для себе 78 місце у рейтингу.
На Istanbul Cup 2021 Костюк знову дійшла до півфіналу, в якому поступилася переможниці турніру Сорані Кирсті, і піднялася в рейтингу ще на одну сходинку до 77-го місця. ЇЇ удар у матчі з Дарією Касаткіною визнано «Найкращим ударом місяця» за підсумками опитування на сайті WTA.
Значну частину ґрунтового сезону Костюк пропустила через те, що заразилася ковідом-19. На Відкритому чемпіонаті Франції вона здолала в першому колі колишню чемпіонку Гарбінє Мугурусу, тоді Чжен Сайсай та Варвару Грачову і тільки в четвертому колі поступилася чинній чемпіонці Ізі Свйонтек. Завдяки такому результату Марта Костюк піднялася в рейтинговому списку до 65-го місця.
У червні 2021 року Костюк було кваліфіковано для участі в Олімпійських іграх у складі національної команди України з тенісу. Разом із нею в команду було включено Даяну Ястремську, Надію Кіченок, Людмилу Кіченок, Еліну Світоліну.

### 2025 рік
19 січня в парному турнірі Australian Open 2025 Марта Костюк / Єлена Габріела Русе виграли у  Го Ханьюй / Александра Панова – 7:5, 4:6, 7:6 